# CA busz (Velence)
A velencei CA jelzésű autóbusz a Lidón, a Piazza Santa Maria Elisabettáról indul a Via Colombó-ig, körjáratban Lido belvárosában közlekedik. Párja a CO jelzésű járat, ellentétes irányban. A viszonylatot az ACTV üzemelteti.

## Története
A CA jelzésű autóbusz 2013-ban indult, a nyári menetrend bevezetésével. Párja a CO jelzésű járat, ellentétes irányban közlekedik és az előző, téli menetrenddel indult. Mindkét járat útvonala a kezdetektől változatlan.
A CA járat története:
| Időszak     | Járat- szám | Megállók |
| ----------- | ----------- | --- |
| 2012 – 2013 | CO          | Piazza Santa Maria Elisabetta – Granviale Santa Maria Elisabetta - Incrocio via Zara – Lungomare Marconi, Hotel Des Bains – Lungomare Marconi, via delle 4 Fontane – Lungomare Marconi, Lion’s Bar – Lungomare Marconi, Stabilimento Sorriso – Via Colombo – Via Sandro Gallo, Piazzale Torta – Via Sandro Gallo, Piazza Sant’Antonio – Via Sandro Gallo, Incrocio via Bembo – Via Sandro Gallo, Scuola Pisani – Piazza Santa Maria Elisabetta       |
| 2013 – ma   | CA          | Piazza Santa Maria Elisabetta – Via Sandro Gallo, Scuola Pisani – Via Sandro Gallo, Incrocio via Bembo – Via Sandro Gallo, Piazza Sant’Antonio – Via Sandro Gallo, Piazzale Torta – Via Colombo – Lungomare Marconi, Stabilimento Sorriso – Lungomare Marconi, Lion’s Bar – Lungomare Marconi, via delle 4 Fontane – Lungomare Marconi, Hotel Des Bains – Granviale Santa Maria Elisabetta - Incrocio via Zara – Piazza Santa Maria Elisabetta       |
| 2013 – ma   | CO          | Piazza Santa Maria Elisabetta – Granviale Santa Maria Elisabetta - Incrocio via Dardanelli – Lungomare Marconi, Hotel Des Bains – Lungomare Marconi, via delle 4 Fontane – Lungomare Marconi, Lion’s Bar – Lungomare Marconi, Stabilimento Sorriso – Via Colombo – Via Sandro Gallo, Piazzale Torta – Via Sandro Gallo, Piazza Sant’Antonio – Via Sandro Gallo, Incrocio via Bembo – Via Sandro Gallo, Scuola Pisani – Piazza Santa Maria Elisabetta |

## Útvonala
| Piazzale Santa Maria Elisabetta – Via Colombo – Piazzale Santa Maria Elisabetta                                                                                       |
| --- |
| - Piazzale Santa Maria Elisabetta - Via Sandro Gallo - Via Colombo - Lungomare Guglielmo Marconi - Granviale Santa Maria Elisabetta - Piazzale Santa Maria Elisabetta |

## Megállóhelyei
| sz. | idő (perc) | megállóhely neve                                     | átszállási kapcsolatok                                                                                     |
| --- | ---------- | ---------------------------------------------------- | --- |
| 0   | 0          | Piazza Santa Maria Elisabetta                        | 11, A, C, CO, N, V; vízibuszok: 1, 2, 5.1, 5.2, 6, 8, 10, 14, 18, N, Alilaguna B, Alilaguna R, Alilaguna V |
| 1   | 1          | Via Sandro Gallo - Scuola Pisani                     | A, C, CO, N                                                                                                |
| 2   | 2          | Via Sandro Gallo - Incrocio via Bembo                | A, C, CO, N                                                                                                |
| 3   | 4          | Via Sandro Gallo - Piazza Sant’Antonio               | A, C, CO, N                                                                                                |
| 4   | 5          | Via Sandro Gallo - Piazzale Torta                    | A, C, CO, N                                                                                                |
| 5   | 7          | Via Colombo                                          | CO, V |
| 6   | 8          | Lungomare Marconi, Stabilimento Sorriso              | CO, V |
| 7   | 9          | Lungomare Marconi, Lion’s Bar                        | CO, V, 11                                                                                                  |
| 8   | 10         | Lungomare Marconi, via delle 4 Fontane               | CO, V |
| 9   | 11         | Lungomare Marconi, Hotel Des Bains                   | CO, V |
| 10  | 14         | Granviale Santa Maria Elisabetta - Incrocio via Zara | A, CO, V                                                                                                   |
| 11  | 15         | Piazza Santa Maria Elisabetta                        | 11, A, C, CO, N, V; vízibuszok: 1, 2, 5.1, 5.2, 6, 8, 10, 14, 18, N, Alilaguna B, Alilaguna R, Alilaguna V |

Megjegyzés: A dőlttel szedett járatszámok időszakos (nyári) járatokat jelölnek.